# Mak Senet
Mak Senet (rođen Majkl Sinot; 17. januar 1880 – 5. novembar 5 1960) bio je kanadsko-američki filmski glumac, režiser, i producent, i upravnik studija, najbolje poznat kao 'Kralj komedije'.
Rođen u Ričmondu u Kvebeku 1880. godine, on je počeo da se bavi filmom u Biograf kompaniji u Njujorku, i kasnije je otvorio Kistonske studije u Idendejlu u Kaliforniji 1912. godine. Kiston je posedovao prvu potpuno zatvorenu filmsku salu, a Senet je postao poznat kao pokretač grotesknih rutina kao što su bacanja pita i jurenje za kolima, kao što je to prikazano u Kistonskim filmovima. Takođe je produkovao kratke predstave koje su prikazivale lepe žene u kupaćim kostimima, od kojih su mnoge nastavile uspešnu glumačku karijeru.
Senetov rad na zvučnim filmovima bio je manje uspešan, i bankrotirao ga je 1933. godine. Dodeljena mu je počasna nagrada Akademije za doprinos filmskoj komediji.

## Filmografija

### 1908
Ove godine Senet se pojavio u 43 filma sa malim i značajnim glumačkim ulogama.
- Old Isaacs, the Pawnbroker (1908, glumac)
- The King's Messenger (1908, glumac)
- The Sculptor's Nightmare (1908, statista)
- Thompson's Night Out (1908, glumac)
- The Invisible Fluid (1908, glumac)
- The Man in the Box (1908, glumac)
- Over the Hill to the Poor House (1908, glumac)
- The Kentuckian (1908, glumac)
- The Stage Rustler (1908, glumac)
- The Black Viper (1908, glumac)
- Deceived Slumming Party (1908, glumac)
- The Fatal Hour (1908, glumac)
- Balked at the Altar (1908, glumac)
- Betrayed by a Handprint (1908, glumac)
- Monday Morning in a Coney Island Police Court (1908, glumac i pisac)
- The Girl and the Outlaw (1908, glumac)
- Behind the Scenes (1908, glumac)
- The Red Girl (1908, glumac)
- The Heart of O'Yama (1908, glumac)
- Where the Breakers Roar (1908, glumac)
- A Smoked Husband (1908, glumac)
- The Devil (1908, glumac)
- The Zulu's Heart (1908, glumac)
- Father Gets in the Game (1908, glumac)
- Ingomar, the Barbarian (1908, glumac)
- The Vaquero's Vow (1908, glumac)
- Romance of a Jewish (1908, glumac)
- The Call of the Wild (1908, glumac)
- Concealing a Burglar (1908, glumac)
- After Many Years (1908, glumac)
- The Pirate's Gold (1908, glumac)
- The Taming of the Shrew (1908, glumac)
- The Guerrilla (1908, glumac)
- The Song of the Shirt (1908, glumac)
- The Clubman and the Tramp (1908, glumac)
- Money Mad (1908, glumac)
- The Valet's Wife (1908, glumac)
- The Feud and the Turkey (1908, glumac)
- The Reckoning (1908, glumac)
- The Test of Friendship (1908, glumac)
- An Awful Moment (1908, glumac)
- The Christmas Burglars (1908, glumac)
- Mr. Jones at the Ball (1908, glumac)
- The Helping Hand (1908, glumac)

### 1909
Senet je režirao svoj prvi film ove godine sa D. V. Grifitom, ali mu zasluge nisu priznate za taj rad. Ove godine pojavio se u 126 filmova.
- The Heart of an Outlaw (1909, glumac)
- One Touch of Nature (1909, glumac)
- The Maniac Cook (1909, glumac)
- Mrs. Jones Entertains (1909, glumac)
- The Honor of Thieves (1909, glumac)
- Love Finds a Way (1909, glumac)
- The Sacrifice (1909, glumac)
- A Rural Elopement (1909, glumac)
- The Criminal Hypnotist (1909, glumac)
- The Fascinating Mrs. Francis (1909, glumac)
- Mr. Jones Has a Card Party (1909, glumac)
- Those Awful Hats (1909, glumac)
- The Welcome Burglar (1909, glumac)
- The Cord of Life (1909, glumac)
- The Girls and Daddy (1909, glumac)
- The Brahma Diamond (1909, glumac)
- A Wreath in Time (1909, glumac)
- Tragic Love (1909, glumac)
- The Curtain Pole (1909, glumac)
- The Joneses Have Amateur Theatricals (1909, glumac)
- The Politician's Love Story (1909, glumac)
- The Golden Louis (1909, glumac)
- At the Altar (1909, glumac)
- The Prussian Spy (1909, glumac)
- His Wife's Mother (1909, glumac)
- A Fool's Revenge (1909, glumac)
- The Wooden Leg (1909, glumac)
- The Roue's Heart (1909, glumac
- The Salvation Army Lass (1909, glumac)
- The Lure of the Gown (1909, glumac)
- The Voice of the Violin (1909, glumac)
- The Deception (1909, glumac)
- And a Little Child Shall Lead Them (1909, glumac)
- A Burglar's Mistake (1909, glumac)
- The Medicine Bottle (1909, glumac)
- Jones and His New Neighbors (1909, glumac)
- A Drunkards Reformation (1909, glumac)
- Trying to Get Arrested (1909, glumac i pisac)
- The Road to the Heart (1909, glumac)
- Schneider's Anti Noise Crusade (1909, glumac)
- A Rude Hostess (1909, glumac)
- The Winning Coat (1909, glumac)
- A Sound Sleeper (1909, glumac)
- Confidence (1909, glumac)
- Lady Helen's Escapade (1909, glumac)
- A Troublesome Satchel (1909, glumac
- Twin Brothers (1909, glumac)
- Lucky Jim (1909, glumac)
- Tis an III Wind That Blows No Good (1909, glumac)
- The Suicide Club (1909, glumac)
- The Note in the Shoe (1909, glumac)
- One Busy Hour (1909, glumac)
- The French Duel (1909, glumac)
- Jones and the Lady Book Agent (1909, glumac)
- A Baby's Shoe (1909, glumac)
- The Jilt (1909, glumac)
- Resurrection (1909, glumac)
- Two Memories (1909, glumac)
- Eloping with Auntie (1909, glumac)
- The Cricket on the Heart (1909, glumac)
- What Drink Did (1909, glumac)
- The Violin Maker of Cremona (1909, glumac)
- The Lonely Villa (1909, glumac i pisac)
- A New Trick (1909, glumac)
- The Son's Return (1909, glumac)
- The Faded Lillie's (1909, glumac)
- Her First Biscuits (1909, glumac)
- Was Justice Served (1909, glumac)
- The Peachbasket Hat (1909, glumac)
- The Mexican Sweethearts (1909, glumac)
- The Way of Man. (1909, glumac)
- The Necklace (1909, glumac)
- The Message (1909, glumac)
- The Cardinal's Conspiracy (1909, glumac)
- Jealousy and the Man (1909, glumac)
- A Convict's Sacrifice (1909, glumac)
- The Slave (1909, glumac)
- A Strange Meeting (1909, glumac)
- The Mended Lute (1909, glumac)
- They Would Elope (1909, glumac)
- Mr. Jones' Burglar (1909, glumac)
- The Better Way (1909, glumac)
- With Her Card (1909, glumac)
- Mrs. Jones Lover; or 'I Want My Hat (1909, glumac)
- His Wife's Visitor (1909, glumac)
- The Indian Runner's Romance (1909, glumac)
- The Seventh Day (1909, glumac)
- Oh, Uncle (1909, glumac)
- The Mills of the Gods (1909, glumac)
- The Sealed Room (1909, glumac)
- The Little Darling (1909, glumac)
- The Hessian Renegades (1909, glumac)
- Getting Even (1909, glumac)
- The Broken Locket (1909, glumac)
- In Old Kentucky (1909, glumac)
- A Fair Exchange (1909, glumac)
- The Awakening (1909, glumac)
- Pippa Passes; ili, The Song of Conscience (1909, glumac, prvi film koji je recenzirao Njujork tajms)
- The Little Teacher (1909, glumac)
- A Change of Heart (1909, glumac)
- His Lost Love (1909, glumac)
- The Expiation (1909, glumac)
- In the Watches of the Night (1909, glumac)
- Lines of White on a Sullen Sea (1909, glumac)
- What's Your Hurry (1909, glumac)
- The Gibson Goddess (1909, glumac)
- Nursing a Viper (1909, glumac)
- The Light that Came (1909, glumac)
- Two Woman and a Man (1909, glumac)
- A Midnight Avenue (1909, glumac)
- The Open Gate (1909, glumac)
- The Mountaineer's Honor (1909, glumac)
- The Trick that Failed (1909, glumac)
- In the Widow Recess (1909, glumac)
- The Death Disc: A Story of the Cromwellian Period (1909, glumac)
- Through the Breakers (1909, glumac)
- The Red Man's View (1909, glumac)
- A Corner in Wheat (1909, glumac)
- In a Hempen Bag (1909, glumac)
- A Trap for Santa Claus (1909, nisu mu priznate zasluge)
- In Little Italy (1909, glumac)
- To Save Her Soul (1909, glumac)
- The Day After (1909, glumac)
- Choosing a Husband (1909, glumac)
- Choosing a Husband (1909, glumac)

### 1910
Ove godine Senet se pojavio u 69 filmova. 
- The Dancing Girl of Butte (1910, glumac)
- All Account of the Milk (1910, glumac)
- The Call (1910, glumac)
- The Last Deal (1910, glumac)
- The Cloister's Touch (1910, glumac)
- The Women From Mellon's (1910, glumac)
- One Night, and Then -- (1910, glumac)
- The Englishman and the Girl (1910, glumac)
- Taming a Husband (1910, glumac)
- The Newlyweds (1910, glumac)
- The Thread of Destiny (1910, glumac)
- In Old California (1910, glumac)
- The Converts (1910, glumac)
- The Love of Lady Irma (1910, glumac)
- Faithful (1910, glumac)
- The Twisted Trail (1910, glumac)
- Gold Is Not All (1910, glumac)
- The Two Brothers (1910, glumac)
- As It Is in Life (1910, glumac)
- A Rich Revenge (1910, glumac)
- The Way of the World (1910, glumac)
- Up a Tree (1910, glumac)
- The Gold Seekers (1910, glumac)
- Love Among the Roses (1910, glumac)
- Over Silent Paths (1910, glumac)
- An Affair of Hearts (1910, glumac)
- Ramona (1910, glumac)
- A Knot in the Plot (1910, glumac)
- In the Season of Buds (1910, glumac)
- The Purgation (1910, glumac)
- A Victim of Jealously (1910, glumac)
- In the Border States (1910, glumac)
- The Face at the Window (1910, glumac)
- Never Again (1910, glumac)
- The Marked Time Table (1910, glumac)
- A Child's Impulse (1910, glumac)
- A Midnight Cupid (1910, glumac)
- What the Daisy Said (1910, glumac)
- A Child's Faith (1910, glumac)
- A Flash of Light (1910, glumac)
- Serious Sixteen (1910, glumac)
- As the Bell's Rang Out! (1910, glumac)
- The Call to Arms (1910, glumac)
- An Arcadian Maid (1910, glumac)
- Her Fathers Pride (1910, glumac)
- A Salutary Lesson (1910, glumac)
- The Userer (1910, glumac)
- When We Were in Our Teens (1910, glumac)
- Witful Peggy (1910, glumac)
- The Modern Prodigal (1910, glumac)
- The Affair of an Egg (1910, glumac)
- Muggsy Becomes a Hero (1910, glumac)
- Little Angels of Luck (1910, glumac)
- A Mohawks Way (1910, glumac)
- A Summer Tragedy (1910, glumac)
- Examination Day at School (1910, glumac)
- The Iconoclast (1910, glumac)
- A Gold Necklace (1910, glumac)
- The Masher (1910, glumac)
- The Lucky Toothache (1910, glumac i pisac)
- The Broken Doll (1910, glumac)
- The Passing of a Grouch (1910, glumac)
- Love in Quarantine (1910, glumac)
- The Song of the Wildwood Flute (1910, glumac)
- Not So Bad as it Seemed (1910, glumac)
- Effecting a Cure (1910, glumac, pisac i režiser)
- Happy Jack a Hero (1910, glumac)
- His Wife's Sweethearts (1910, glumac)
- After the Ball (1910, glumac)
- A Mohawk's Way (1910, glumac)

### 1911
Ove godine Senet se više bavio režijom, ali još uvek glumeo u filmovima. Ove godine je učestvovao u 59 filmova.
- The Italian Barber (1911, glumac)
- His Trust 1911, glumac)
- His Trust Fulfilled (1911, glumac)
- Three Sisters (1911, glumac)
- Priscilla's Engagement Ring (1911, glumac)
- Fisher Folks (1911, glumac)
- His Daughter (1911, glumac)
- A Decree of Destiny (1911, glumac)
- Comrades (1911, glumac, pisac i režiser)
- Cured (1911, glumac)
- The Spanish Gypsy (1911, glumac)
- Paradise Lost (1911, glumac i reditelj)
- Misplaced Jealousy (1911, glumac, pisac i režiser)
- Cupid's Joke (1911, glumac i reditelj)
- The Country Lovers (1911, glumac)
- The New Dress (1911, glumac)
- The Manicure Lady (1911, glumac i reditelj)
- The White Rose of the Wilds (1911, glumac)
- Dutch Gold Mine (1911, glumac i reditelj)
- Bearded Youth (1911, glumac i reditelj)
- The Ghost (1911, glumac)
- The Beautiful Voice (1911, glumac i reditelj)
- Mr. Peck Goes Calling (1911, glumac i režiser)
- That Dare Devil (1911, glumac i reditelj)
- The $500 Reward (1911, glumac i reditelj, rani Šerlok Holms film, Senet gra Šerloka.)
- The Village Hero (1911, glumac i reditelj)
- Too Many Burglars (1911, glumac i reditelj)
- Mr. Bragg, a Fugitive (1911, glumac i reditelj)
- Trailing the Counterfeiter (1911, glumac i reditelj)
- Through His Wife's Picture (1911, glumac i reditelj)
- The Inventor's Secret (1911, glumac i reditelj)
- Their First Divorce Case (1911, glumac i reditelj)
- Caught with the Goods (1911, glumac i reditelj)
- Priscilla and the Umbrella (1911, reditelj)
- Curiosity (1911, reditelj)
- Their Fates 'Sealed' (1911, reditelj)
- Dave's Love Affair (1911, reditelj)
- The Delayed Proposal (1911, reditelj)
- The Wonderful Eye (1911, reditelj)
- Stubbs' New Serveants (1911, reditelj)
- Jinks Joins the Temperance Club (1911, reditelj)
- An Interrupted Game (1911, reditelj)
- The Diving Girl (1911, reditelj)
- The Villain Foiled (1911, reditelj)
- The Baron (1911, reditelj)
- The Lucky Horse Shoe (1911, reditelj)
- When Wifey Holds the Purse Strings (1911, reditelj)
- A Convenient Burglar (1911, reditelj and writer)
- Josh's Suicide (1911, reditelj)
- A Victim of Circumstance (1911, reditelj)
- Won Through a Medium (1911, reditelj)
- Dooley's Scheme (1911, reditelj)
- Resourceful Lovers (1911, reditelj)
- Her Mother Interferes (1911, reditelj)
- Why He Gave Up (1911, reditelj and supervisor producer)
- Abe Gets Even with Father (1911, reditelj)
- Taking His Medicine (1911, reditelj)
- Her Pet (1911, reditelj)
- A Mix-up in Rain Coats (1911, reditelj)

### 1912
Senet je učestvovao u 83 filma ove godine. 
- Did Mother Get Her Wish? (1912, glumac i reditelj)
- The Fatal Chocolate (1912, glumac i reditelj)
- A Message from the Moon (1912, glumac i reditelj)
- A String of Pearls (1912, glumac)
- A Spanish Dilemma (1912, glumac i reditelj)
- Hot Stuff (1912, glumac i reditelj)
- These Hicksville Boys (1912, glumac i reditelj)
- Their First Kidnapping Case (1912, glumac i reditelj)
- The Brave Hunter (1912, glumac i reditelj)
- The Furs (1912, glumac i reditelj)
- Helen's Marriage (1912, glumac i reditelj)
- Tomboy Bessie (1912, glumac i reditelj)
- The New Baby (1912, glumac i reditelj)
- Man's Genesis (1912, glumac uncredited)
- The Speed Demon (1912, glumac i reditelj)
- The Would-Be Shriner (1912, glumac i reditelj)
- What the Doctor Ordered (1912, glumac i reditelj)
- The Tourist (1912, niji potvrđeno da li je učestvovao u ovom filmu kao reditelj i producent)
- The Water Nymph (1912, glumac, reditelj i producent)
- Cohen Collects a Debt (1912, glumac, reditelj i producent)
- The New Neighbor (1912, glumac, reditelj i producent)
- Riley and Schultz (1912, glumac, reditelj i producent)
- Pedro's Dilemma (1912, glumac, reditelj i producent)
- The Flirting Husband (1912, glumac, reditelj i producent)
- Ambitious Butler (1912, glumac, reditelj i producent)
- At Coney Island (1912, glumac, reditelj i producent)
- At it Again (1912, glumac, reditelj i producent)
- The Deacon's Troubles (1912, glumac, reditelj i producent)
- A Temperamental Husband (1912, glumac, reditelj i producent)
- The Rivals (1912, glumac, reditelj i producent)
- Mr. Fix-It (1912, glumac, reditelj i producent)
- A Bear Escape (1912, glumac, reditelj i producent)
- Pat's Day Off (1912, glumac, reditelj i producent)
- The New York Hat (1912, glumac)
- A Family Mix Up (1912, glumac, reditelj i producent)
- Hoffmeyers Legacy (1912, glumac, reditelj i producent)
- The Duel (1912, glumac, reditelj i producent)
- Who Got the Reward (1912, reditelj)
- The Joke on the Joker (1912, reditelj)
- Brave and Bold (1912, reditelj)
- With a Kodak (1912, reditelj)
- Pants and Pansies (1912, reditelj
- Lily's Lover (1912, reditelj)
- A Near Tragedy (1912, reditelj)
- Got a Match (1912, reditelj)
- Priscilla's Capture (1912, reditelj)
- The Engagement Ring (1912, reditelj)
- A Voice from the Deep (1912, reditelj)
- Those Hickville Boys (1912, reditelj)
- Oh, Those Eyes (1912, reditelj)
- Help! Help! (1912, reditelj)
- Won by a Fish (1912, reditelj)
- The Leading Man (1912, reditelj)
- The Fickel Spaniard (1912, reditelj)
- When the Fire Bells Rang (1912, reditelj)
- A Close Call (1912, reditelj)
- Neighbors (1912, reditelj)
- Katchem Kate (1912, reditelj)
- The New Baby (1912, reditelj)
- A Dash Through the Clouds (1912, reditelj)
- Trying to Fool Uncle (1912, reditelj)
- One Round O'Brien (1912, reditelj)
- His Own Fault (1912, reditelj)
- Stern Pappa (1912, reditelj)
- He Must Have a Wife (1912, reditelj)
- His Own Fault (1912, reditelj)
- Willie Becomes an Artist (1912, reditelj)
- The Would-Be Shriner (1912, reditelj)
- Tragedy of the Dress Suit (1912, reditelj)
- An Interrupted Elopement (1912, reditelj)
- Through Dumb Luck (1912, supervising director)
- He Must Have a Wife (1912, reditelj)
- The Beating He Needed (1912, reditelj i producent)
- Stolen Glory (1912, reditelj i producent)
- The Grocery Clerk's Romance (1912, reditelj i producent)
- Mabel's Lovers (1912, reditelj i producent)
- A Desperate Lover (1912, reditelj i producent)
- An Absent Minded Burglar (1912, nije potvrđeno da li je režirao ovoj film)
- A Midnight Elopement (1912, reditelj i producent)
- Useful Sheep (1912, nije potvrđeno da li je režirao ovoj film)
- Mabel's Adventures (1912, reditelj i producent)
- The Drummer's Vacation (1912, reditelj i producent)
- Mabel's Stratagem (1912, reditelj i producent)

### 1913
- How Hiram Won Out (1913, glumac, reditelj i producent)
- The Mistaken Masher (1913, glumac, reditelj i producent)
- The Elite Ball (1913, glumac, reditelj i producent)
- The Battle of Who Run (1913, glumac, reditelj i producent)
- The Stolen Purse (1913, glumac, reditelj i producent)
- The Jealous Waiter (1913, glumac, reditelj i producent)
- Mabel's Heroes (1913, glumac, reditelj i producent)
- A Landlord's Troubles (1913, glumac, reditelj i producent)
- The Sleuth's Last Stand (1913, glumac, reditelj i producent)
- The Sleuth's Floral Parade (1913, glumac, reditelj i producent)
- A Strong Revenge (1913, glumac, reditelj i producent)
- The Rube and the Baron (1913, glumac, reditelj i producent)
- At Twelve O'Clock (1913, glumac, reditelj i producent)
- Her New Beau (1913, glumac i producent)
- Those Good Old Days (1913, glumac, reditelj i producent)
- Murphy's I.O.U. (1913, glumac i producent)
- His Ups and Downs (1913, reditelj i producent)
- Mabel's Awful Mistakes (1913, glumac, reditelj i producent)
- Their First Exucition (1913, glumac, reditelj i producent)
- Barney Oldfield's Race for a Life (1913, glumac, reditelj, producent)
- The Hansome Driver (1913, glumac, reditelj i producent)
- Peeping Pete (1913, glumac, reditelj i producent)
- His Crooked Career (1913, glumac, reditelj i producent)
- Rastus and the Game Cock (1913, glumac, reditelj i producent)
- The Firebugs (1913, glumac, reditelj i producent)
- Mabel's Dramatic Career (1913, glumac, reditelj i producent)
- A Healthy Neighborhood (1913, glumac, reditelj i producent)
- Love Sickness at Sea (1913, glumac, reditelj, producent)
- Saving Mabel's Dad (1913, reditelj i producent)
- A Double Wedding (1913, reditelj i producent)
- The Cure that Failed (1913, reditelj i producent)
- Sir Thomas Lipton Out West (1913, reditelj i producent)
- For Lizzie's Sake (1913, reditelj i producent)
- The Deacon Outwitted (1913, reditelj i producent)
- Just Brown's Luck (1913, reditelj i producent)
- Her Birthday Present (1913, reditelj i producent)
- Heinz's Resurrection (1913, reditelj i producent)
- Forced Bravery (1913, reditelj i producent)
- The Professor's Daughter (1913, reditelj i producent)
- A Tangled Affair (1913, reditelj i producent)
- A Red Hot Romance (1913, reditelj i producent)
- A Doctored Affair (1913, reditelj i producent)
- The Rural Third Degree (1913, reditelj i producent)
- The Man Next Door (1913, reditelj i producent)
- A Wife Wanted (1913, reditelj i producent)
- The Chief's Predicament (1913, reditelj i producent)
- Jenny's Pearls (1913, reditelj i producent)
- On His Wedding Day (1913, reditelj i producent)
- Hide and Seek (1913, reditelj i producent)
- A Game of Poker (1913, reditelj i producent)
- A Life in the Balance (1913, reditelj i producent)
- A Fishy Affair (1913, reditelj i producent)
- The New Conductor (1913, reditelj i producent)
- His Chum the Baron (1913, reditelj i producent)
- That Ragtime Band (1913, reditelj i producent)
- A Little Hero (1913, reditelj i producent)
- Hubby's Job (1913, reditelj i producent)
- The Foreman of the Jury (1913, reditelj i producent)
- Feeding Time (1913, reditelj)
- The Speed Queen (1913, reditelj i producent)
- The Waiter's Picnic (1913, reditelj i producent)
- A Bandit (1913, reditelj i producent)
- The Largest Boat Ever Launched Sideways (1913, reditelj i producent)
- Safe in Jail (1913, reditelj i producent)
- The Telltale Light (1913, reditelj i producent)
- A Noise from the Deep (1913, reditelj i producent)
- The Riot (1913, reditelj i producent)
- Mabel's New Hero (1913, reditelj i producent)
- The Gypsy Queen (1913, reditelj i producent)
- The Fatal Taxicab (1913, reditelj i producent
- What Dreams Come True (1913, reditelj i producent)
- The Bowling Match (1913, reditelj i producent)
- Schnitz the Tailor (1913, reditelj i producent)
- The Making of an Automobile Tyre (1913, reditelj i producent)
- A Muddy Romance (1913, reditelj i producent)
- Cohen Saves the Flag (1913, reditelj i producent)
- The San Francisco Celebration (1913, reditelj i producent)
- The Gusher (1913, reditelj i producent)
- A Bad Game (1913, reditelj i producent)
- Zuzu the Bandleader (1913, reditelj i producent)
- Some Nerve (reditelj i producent)
- The Champion (1913, producent)
- His Sister's Kids (1913, producent)
- Fatty's Flirtation (1913, producent)
- The Horse Thief (1913, producent)
- A Ride for a Bride (1913, producent)
- The Rogue's Gallery (1913, producent)
- The Woman Haters (1913, producent)

### 1914
- The Fatal Mallet (glumac, pisac, reditelj, i producent)
- Tillie's Punctured Romance (reditelj i producent)

### 1926
- Flirty Four-Flushers (producent).[4]

### 1930
- Midnight Daddies

### 1931
- I Surrender Dear
- One More Chance
- Dream House
- Billboard Girl

### 1932
- Sing, Bing, Sing
- Blue of the Night

## Literatura
- Lahue, Kalton (1971); Mack Sennett's Keystone: The man, the myth and the comedies; New York: Barnes;  978-0-498-07461-5

## Spoljašnje veze
- Mak Senet на сајту Internet Archive (језик: енглески)
- Mack Sennett на веб-сајту  (језик: енглески)
- Mak Senet на сајту Find a Grave (језик: енглески)